# Ectopatria distincta
Ectopatria distincta là một loài bướm đêm trong họ Noctuidae.